# Peucetia formosensis
Peucetia formosensis là một loài nhện trong họ Oxyopidae.
Loài này thuộc chi Peucetia. Peucetia formosensis được Kyukichi Kishida miêu tả năm 1930.